# Pterolophia mimicus
Pterolophia mimicus là một loài bọ cánh cứng trong họ Cerambycidae.